# Robert William Hay
Robert William Hay (1786-1861) was een Brits ambtenaar.

## Vroege leven
Hay werd geboren te Westminster in 1876. Hij was de oudste zoon van dominee George William Auriol Hay-Drummond en diens echtgenote Elizabeth Margaret Marshall. Zijn grootvader langs vaders kant was Robert Hay Drummond, aartsbisschop van York van 1761 tot 1776.
Hay studeerde aan het Christ Church College waar hij in 1807 een Bachelor of Arts en in 1809 een Master of Arts behaalde.

## Carrière
Van 1812 tot 1824 was Hay persoonlijk secretaris van Henry Dundas, 1e burggraaf van Melville. Dundas was 'First Lord of the Admiralty'. In 1814 werd Hay Fellow of the Royal Society.
Op 5 juli 1825 werd Hay tot de eerste permanente ondersecretaris van het 'Colonial Office' benoemd. Hij droeg eerst de verantwoordelijkheid over het oostelijke deel van het Britse Rijk. Later kreeg hij de verantwoordelijkheid over de slavenkolonies.
In 1831 zetelde Hay in de 'Government Commission upon Emigration'. Het daaropvolgende jaar werd de commissie opgedoekt en in de werking van het 'Colonial Office' opgenomen.
Hay was een conservatief die te veel met details bezig was en een uitgebreide correspondentie met vele kolonialen en ambtenaren onderhield. Hij liet een groot deel van zijn werk over aan James Stephen. Toen Stephen dat in 1836 aanklaagde diende Hay zijn ontslag in en ging op rust.

## Nalatenschap
Hay stierf op 9 mei 1861 in Malta.
Hay Street, een belangrijke straat in het zakendistrict van de West-Australische hoofdstad Perth, werd naar Hay vernoemd. Ook de rivier de Hay in West-Australië werd naar hem vernoemd.